# حكومة خير الدين الأحدب الرابعة
حكومة خير الدين الأحدب الرابعة هي الحكومة الحادية عشر في عهد الانتداب الفرنسي على لبنان والرابعة في عهد رئيس الجمهورية إميل إده، وقد تولّى رئاسة المجلس خير الدين الأحدب للمرة الرابعة على التوالي. تشكّلت في 30 أكتوبر 1937 وكانت حكومة وحدة وطنية، وألقي البيان الوزاري في 9 نوفمبر 1937 أمام مجلس النواب ونالت الثقة بأكثرية 56 صوتًا مقابل إمتناع 3 وغياب 3 نواب. استمرت الحكومة حتى 13 يناير 1938 بعد استقالة 3 وزراء هم حبيب أبو شهلا، سليم تقلا ومجيد أرسلان.

## التشكيلة
| حكومة خير الدين الأحدب الرابعة |                                      |                  |                  |           |
| الحقيبة                        | الوزير                               | الإنتماء السياسي | الطائفة          | المحافظة  |
| رئيس مجلس الوزراء              | خير الدين الأحدب                     | الكتلة الوطنية   | السنة            | الشمال    |
| وزير العدلية                   | خير الدين الأحدب                     | الكتلة الوطنية   | السنة            | الشمال    |
| وزير الشؤون الخارجية           | خير الدين الأحدب                     | الكتلة الوطنية   | السنة            | الشمال    |
| وزير الداخلية                  | حبيب أبو شهلا إستقال في 8 يناير 1938 | الكتلة الوطنية   | الروم الأرثوذوكس | بيروت     |
| وزير المالية                   | موسى نمور                            | الكتلة الوطنية   | الموارنة         | البقاع    |
| وزير الدفاع الوطني             | موسى نمور                            | الكتلة الوطنية   | الموارنة         | البقاع    |
| وزارة الاقتصاد الوطني          | جورج ثابت                            | الكتلة الوطنية   | الموارنة         | بيروت     |
| وزير التربية الوطنية           | جورج ثابت                            | الكتلة الوطنية   | الموارنة         | بيروت     |
| وزير الصحة والإسعاف العام      | إبراهيم حيدر                         | الكتلة الدستورية | الشيعة           | البقاع    |
| وزير البريد والبرق             | إبراهيم حيدر                         | الكتلة الدستورية | الشيعة           | البقاع    |
| وزير الأشغال العامة            | سليم تقلا إستقال في 8 يناير 1938     | الكتلة الدستورية | الروم الكاثوليك  | جبل لبنان |
| وزير الزراعة                   | مجيد أرسلان إستقال في 8 يناير 1938   | الكتلة الدستورية | الدروز           | جبل لبنان |